# Achada Leitão
Achada Leitão es una localidad caboverdiana del municipio de São Salvador do Mundo.

## Geografía
La localidad está situada en la isla Santiago.

## Organización territorial
La localidad abarca los lugares y barrios de:
- Achada Leitão Baixo
- Achada Leitão Cima